# ورزشگاه چانگچون
ورزشگاه چانگچون (به لاتین: Changchun Stadium) یک ورزشگاه در چین است که در جی‌لین واقع شده‌است.